# Clayton (Oklahoma)
Clayton è un comune degli Stati Uniti d'America, situato nello Stato dell'Oklahoma, nella Contea di Pushmataha.